# کرشم
کرشم (به لاتین: Kerċem) یک منطقهٔ مسکونی در مالت است. کرشم ۵٫۵ کیلومتر مربع مساحت و ۱٬۹۳۸ نفر جمعیت دارد.

## خواهرخوانده
شهر ارویه‌تو خواهرخواندهٔ کرشم هست.